# José Wellington Costa Junior
José Wellington Costa Junior (Fortaleza, 15 de outubro de 1953), é um pastor pentecostal brasileiro presidente da Convenção Geral das Assembleias de Deus no Brasil (CGADB), entidade que agrega cerca de 106 mil pastores e 6 milhões de membros das Assembleia de Deus. Wellington Jr também foi presidente do Conselho Administrativo da Casa Publicadora das Assembleias de Deus (CPAD) e está à frente da Igreja Evangélica Assembleia de Deus em São Paulo – Ministério do Belém em Guarulhos (SP), há 25 anos.
Assumiu a presidência da CGADB - Convenção Geral das Assembleias de Deus no Brasil em 03 de julho de 2017, sucedendo seu pai que durante 29 anos presidiu essa instituição assembleiana, entrando para a história da CGADB como o presidente que mais tempo passou em sua direção.